# Piet Raijmakers
Petrus Josephus (Piet) Raijmakers (Asten, 29 september 1956) is een Nederlands springruiter. Hij nam eenmaal deel aan de Olympische Spelen en won hierbij in totaal twee medailles.
Hij haalde zijn eerste prijs als vijftienjarige. In 1992 won hij samen met Jos Lansink en Jan Tops teamgoud tijdens de Olympische Spelen in Barcelona. In de individuele wedstrijd werd hij tweede achter de Duitser Ludger Beerbaum.
Na de Spelen werd Ratina Z verrassend verkocht aan Beerbaum. Raijmakers wist echter nieuwe successen te behalen met Rinnetou Z. In augustus van 2006 werd hij wereldkampioen met het nationale team, samen met Jeroen Dubbeldam, Gerco Schröder en Albert Zoer.
Raijmakers heeft een manege bij zijn ouderlijk huis in Asten. Zijn zoon Piet jr. is tegenwoordig ook een succesvol springruiter. Raijmakers sr. nam in 2010 afscheid van de springsport.
1912: Lewenhaupt, Kilman, von Rosen ·
1920: König, von Rosen, Norling ·
1924: Thelning, Ståhle, Lundström ·
1928: Navarro, Álvarez, García ·
1936: Hasse, von Barnekow, Brandt ·
1948: Mariles, Uriza, Valdés ·
1952: White, Stewart, Llewellyn ·
1956: Winkler, Thiedemann, Lütke-Westhues ·
1960: Winkler, Thiedemann, Schockemöhle ·
1964: Schridde, Jarasinski, Winkler ·
1968: Day, Gayford, Elder ·
1972: Ligges, Wiltfang, Steenken, Winkler ·
1976: Parot, Rozier, Roguet, Roche ·
1980: Tsjoekanov, Poganovsky, Asmaje, Korolkov ·
1984: Fargis, Homfeld, Burr Howard, Smith ·
1988: Beerbaum, Brinkmann, Hafemeister, Sloothaak ·
1992: Raijmakers, Romp, Tops, Lansink ·
1996: Sloothaak, Nieberg, Kirchhoff, Beerbaum ·
2000: Beerbaum, Nieberg, Ehning, Becker ·
2004: Wylde, Ward, Madden, Kappler ·
2008: Ward, Kraut, Simpson, Madden ·
2012: Skelton, Maher, Brash, Charles ·
2016: Rozier, Staut, Bost, Leprévost ·
2020: von Eckermann, Baryard-Johnsson, Fredricson ·
2024: Maher, Charles, Brash